# Cartoon All-Stars to the Rescue
Cartoon All-Stars to the Rescue este un film de televiziune american din 1990 cu scop de prevenire a abuzului de droguri, în care au apărut multe dintre personajele populare de desene animate americane difuzate în timpul săptămânii, duminica dimineață și sâmbătă dimineața la televiziunile din momentul lansării. Finanțat de organizațiile de caritate pentru copii McDonald's, Ronald McDonald și Chuck E. Cheese, a fost inițial simulat pe 21 aprilie 1990 pe toate cele patru mari rețele de televiziune americane (prin susținerea personajelor de sâmbătă dimineață): ABC, CBS, NBC și Fox, și majoritatea stații independente, precum și diverse rețele de cablu. McDonald's și Chuck E. Cheese's au distribuit și o ediție video VHS acasă a acesteia, produsă de Buena Vista Home Video, care s-a deschis cu o introducere a președintelui George H. W. Bush, Prima Doamnă Barbara Bush și câinele lor, Millie. A fost produs de Fundația Academiei de Artă și Științe Televiziunii și Southern Star Productions și a fost animat în străinătate de Wang Film Productions Co., Ltd. Numărul muzical „Minunatele modalități de a spune nu” a fost scris de compozitorul care a câștigat premiul Academy, Alan Menken și liricistul Howard Ashman, care a scris și melodiile pentru The Little Mermaid, Beauty and the Beast și Disney, și Aladdin.
Complotul cronicizează lucrurile lui Michael, un tânăr adolescent care folosește marijuana și fură berea tatălui său. Sora lui mai mică, Corey, este permanent îngrijorată pentru el, deoarece a început să acționeze diferit. În momentul în care banca sa de porc nu dispărește, jucăriile sale de desen animat prind viață pentru a o ajuta să o găsească. După ce a descoperit-o în camera lui Michael împreună cu drogurile sale de droguri, personajele de desene animate continuă să lucreze împreună și să-l ducă într-o călătorie fantezistă pentru a-i învăța riscurile și consecințele pe care le poate aduce viața abuzului de droguri.